# 吳三樂
吳三樂（1515年—？），字子有，号两堂、两室，河南河南衛軍籍，直隸蘇州府吳縣人，明朝政治人物。

## 生平
治易经，行二，嘉靖十三年（1534年）甲午科河南鄉試第一名舉人。年二十七，中式嘉靖二十年（1541年）辛丑科会试第十一名，二甲十六名進士。本年考选翰林院庶吉士，遷兵部主事，历任奉議大夫、兵部車駕清吏司郎中，改武选司郎中。嘉靖三十三年（1554年）十一月升湖广按察司副使、提调学校，历官山西左布政使。嘉靖四十五年（1566年）四月升光禄寺卿，十月升大理寺卿，闰十月改通政使，隆慶元年（1567年）正月考察调用。

## 家族
曾祖父吳興，贈中大夫行太僕寺卿；祖父吳全，贈監察御史加贈中大夫行太僕寺卿；父吳瀚，布政使司左布政使。母王氏（封淑人）。具庆下，兄三近；弟三聘、三省、三錫、三策、三槐、三重。